# Sony Ericsson K850i
Sony Ericsson K850i — четырёхдиапазонный мобильный телефон с камерой фирмы Sony Ericsson, официально представлен 15 июня 2007 года. Этот аппарат — модель-флагман линейки Cyber-shot, являл собой телефон с суперсовременной на то время, мощной технической начинкой и возможностями цифрового 5-мегапиксельного фотоаппарата. В модели Sony Ericsson K850i использовались, с одной стороны, строгие, классические линии корпуса и неожиданные по форме, с легким намеком на хай-тек, кнопки, с другой. Потому аппарат сложно назвать на сто процентов классическим или же выполненным в стиле изящного минимализма. Телефон Sony Ericsson K850i выпускался в трёх тонах — синем (Velvet Blue), светло-зелёном (Luminous Green) и серебристо-чёрном (Quicksilver Black). Разница цвета в канте, расположенном вокруг кнопки управления. На пластике производитель не экономил, внутренняя сторона моноблока Sony Ericsson K850i как будто «заламинирована», подобный эффект встречается в корпусах фотоаппаратов от Sony. В защите дисплея используется особо прочное минеральное стекло (оно меньше царапается, более ударостойкое). В конструкции клавиатуры, имеющей белую подсветку, (кроме классической, кнопочной раскладки) использовались возможности сенсорного управления. Сенсорными выполнялись 3 зоны экрана, на которые было вынесено управление контекстными клавишами. Данное решение позволило сократить ряд кнопок. Задняя панель выполнялась несъемной, на нижнем торце располагался стандартный Fast Port и здесь же – откидная крышка, что являлось нестандартным конструктивным решением. Под этой крышкой, имевшей фиксатор, находился разъем для SIM-карты, слот для карт памяти microSD/M2, а также крепление аккумулятора. Слот для карт памяти работает не совсем обычным образом. В отличие от стандартной возможности работать только с одной, определенного типа картой, Sony Ericsson K850i позволяет пользователю самому решать, выбрать ли M2 или microSD. Встроенный плеер по качеству работы со звуком может оправданно претендовать на сравнение с медиаплеерами Walkman, т.к. в нём используется слегка изменённый Walkman Media Player 3.0. Телефон оснащен очень мощной, 5-мегапиксельной цифровой камерой с ксеноновой вспышкой. Алгоритм управления процессом самой съемки очень похож на подобное у камер Sony T-серии. C 10 октября 2007 года появился в магазинах России. Преемник K790i/K800i.
Первый аппарат на платформе A2, что стало причиной множества недоработок в первых прошивках. В телефоне использовался процессор ARM11 с частотой 220 МГц. Производительность была сходной с предыдущими моделями Sony Ericsson, в частности с Sony Ericsson K800i. Кроме недостатков укзаных выше , телефон имеет программную установку на искусственное старение.  Просто начинает тормозить если дата установлена выше 2008г. При полном сбросе до 2007г все функции востанавливаются.

## Технические характеристики
| Основные параметры                    | Основные параметры |
| ------------------------------------- | --- |
| Стандарт                              | UMTS 850 МГц, 1900 МГц, 2100 МГц, HSDPA, GSM 850 МГц, 900 МГц, 1800 МГц, 1900 МГц |
| Аккумулятор                           | BST-38 930 мА·ч Li-Pol |
| Разговор                              | 9 ч / 3 ч (UMTS) |
| Ожидание                              | 400 ч |
| Размер                                | 102x48x17 мм |
| Вес                                   | 118 г |
| Год выпуска                           | 2007 г |
| Дисплей                               | |
| Разрешение                            | QVGA, 240x320 |
| Тип                                   | TFT |
| Цвета                                 | 262144 |
| Размер                                | 2.2" |
| Сигналы вызова                        | |
| Мелодии                               | MP4 (AAC, AAC+, E-AAC+), MP3, M4A, 3GPP, AMR-NB, AMR-WB, WAV, G-MIDI 1, SP-MIDI, RealAudio 8, iMelody, XMF, WMA |
| Виброзвонок                           | + |
| Полифонические мелодии                | число голосов — 72 |
| Редактор мелодий                      | + |
| Оформление                            | |
| Тип корпуса                           | Классический |
| Цвет корпуса                          | Luminous Green, Velvet Blue, Quicksilver Black |
| Антенна                               | встроенная |
| Размеры                               | 102x48x17мм |
| Масса                                 | 118г |
| Развлечения                           | |
| Игры                                  | + |
| Java                                  | MIDP 2.1 JP 8.2.1 |
| MP3-плеер                             | Walkman 3.0 |
| FM-радио                              | + |
| Фотокамера                            | Встроенная 5 Mpx (До 2592х1944 pixels). Автофокус, ксеноновая вспышка, 3 LED лампы для освещения видео и оценки освещённости, функция устранения эффекта «красных глаз», стабилизация изображения, BestPic™, дополнительная камера для видеотелефонии |
| Воспроизведение и запись видеороликов | + неограниченной длительности и возможность записи с передней камеры для видеозвонков |
| Мобильный Интернет                    | |
| EDGE                                  | + |
| GPRS                                  | Class 10 (4+1/3+2 slots), 32 — 48 kbps |
| HTML — браузер                        | Access NetFront 3.4 |
| WAP                                   | 2.0 |
| E-mail — клиент                       | + |
| Органайзер                            | |
| Диктофон                              | + |
| Календарь                             | + |
| Часы                                  | + |
| Будильник                             | + |
| Калькулятор                           | + |
| Конвертер валют                       | - (Возможна установка фирменного Java-приложения) |
| Планировщик                           | + |
| Память                                | |
| Встроенная память                     | 40 МБ |
| Слот для карт памяти                  | Memory Stick Micro (M2) до 32 ГБ, Secure Digital (MicroSD) до 32 ГБ |
| Сообщения                             | |
| MMS                                   | + |
| SMS                                   | + |
| EMS                                   | + |
| Коммуникации                          | |
| IrDA                                  | - |
| USB                                   | + |
| BlueTooth                             | + |
| Встроенный модем                      | + |
| Дополнительно                         | 3G (HSDPA) 3.6 Mbps (закачка), 384 Kbps (отправка); TrackID; Акселерометр (автоматический поворот экрана (работает только во флэш файлах, мультимедийном проигрывателе и в специальных играх и приложениях))                                          |
| Управление                            | |
| Голосовые команды                     | + |
| Голосовой набор                       | + |
| Другое                                | |
| Функция громкой связи                 | + |
| Русификация                           | |
| Набор SMS                             | кириллицей |
| Набор SMS                             | прием SMS в виде кириллицы |
| Набор SMS                             | кириллица на клавиатуре |
| Набор SMS                             | кириллица в телефонной книге |
| Наличие русского T9                   | + |
| Дополнительная информация             | |
| Комплектация                          | Телефон, аккумулятор, флеш-карта M2, сетевое з/у, портативная hands-free гарнитура, интерфейсный кабель, диск ПО, инструкция, шнурок |

## КроПохожие модели
- Sony Ericsson K800i